# アイローネゲート
アイローネゲート（Airone Gate）は、自動車のリアゲートの形状のひとつ、及びその形状を取り入れた改造手法である。

## 概要
主にハッチバッククーペに対し、純正のガラス製リアハッチを置き換える形で装着するアフターパーツである。トヨタ・MR2などのミッドシップ車に見られる、リア側のピラーがボディ後端近くまで伸びつつ、リアウインド部がルーフのリア側端付近からほぼ垂直に落ち込み広いリアエンジンフードを確保させている形状を、そうでない形状の車種にも再現させることができる。
フロントエンジンのハッチバッククーペでもミッドシップ車に似せることが出来、1970年代後半以降流行した。特に装着が流行した車種としては、フェアレディZ (S30、S130、Z31) や180SX、RX-7 (SA22C、FC3S) 、セリカXXなどがある。
アフターパーツとしての性格からFRP製のものが多く、重量のあるガラス製のリアハッチが取り替えられることでリア部の大幅な軽量化も期待できる。ただし、ハッチ下（トランク）部分の容積を大幅に削ることになるため、室内の圧迫感の悪化や積載性の低下は免れない。
和製英語であり、英語圏では"inverted hatch"（invertedは「反転した」などの意）、"pantera style hatch"、"tunnel hatch"などと表現される。